# 郭允昌
郭允昌（？—？），字繩繩，直隸靜海縣人，清朝政治人物。举人出身。

## 生平
崇禎十二年（1639年）舉己卯科順天鄉試第二名。明亡仕清。任河南南陽府裕州知州。入為刑部員外郎。不久又出任山東東昌府通判，轉順天府通判，改宗人府經歷。再擢福建延平府知府。卒於官。